# ツイキャス
ツイキャス（TwitCasting）は、モイ株式会社が運営する、iPhoneやAndroid端末、PCなどから手軽にライブ配信を行えるサービスである。芸能人や企業による配信も行われている。

## 概要
かつて存在した、高画質放送ができるUstreamに対して、ツイキャスは質にはあまりこだわらず、手軽に配信ができるのが特徴である。配信方法はライブ配信か、ラジオ配信（音声のみ配信し、画面には静止画を表示）から選ぶことができる。配信・コメントには登録およびログインが必要。ただし、コメントを投稿しない視聴の場合は、ログインは不要。
Twitter、Facebook、Google、Instagramのアカウントと同期する形で登録できる。かつて日本語版ではmixiアカウントでも登録できたが、すでに新規登録は終了しており、ログインのみ可能となっている。また、現在はツイキャス専用アカウントからログインすることも可能。
2020年6月から7月においてシステム更新でInstagramアカウントのみによるアカウントの新規作成とログインが不可能になった。
Instagramアカウントを利用してツイキャスにログインするには、ログイン画面でInstagramのIDとパスワードを入力し、モイからアカウント宛に来るメールから認証番号を入手する必要がある。

## 沿革
- 2010年
  - 2月3日 - Twitterと連携するストリート・ライブキャスティング・サービス「TwitCasting Live for iPhone」のサービス開始[4]。
  - 5月11日 - 「ツイキャス・ビュワー for iPhone」公開
  - 12月10日 - PCからの配信に対応。
- 2011年
  - 2月3日 - 「ツイキャス・ビュワー for Android」公開。
  - 4月6日 - 「ツイキャス・ライブ for Android」を公開[5]。
  - 8月10日  - システムがリニューアルし、「ポイント」と「アイテムの差し入れ」機能を導入。
- 2012年
  - 2月29日 - 運営会社がサイドフィード株式会社（現：Moi Labs株式会社）から会社分割により誕生したモイ株式会社へ変更[6]。2012年5月 - モイ株式会社の完全子会社として、Moi Corporation（米国子会社）を設立
- 2013年
  - 5月 - モイ株式会社が、East Ventures、伊藤将雄（ユーザーローカル代表取締役）ら個人投資家を引受先とする第三者割当増資を実施して6480万円を資金調達[7]。
  - 11月 - 本社を東京都千代田区神田小川町に移転
- 2014年
  - 6月 - モイ株式会社が、Sinar Mas Group、East Venturesを引受先とする第三者割当増資を実施して500万ドルを資金調達[8]。
  - 9月 - 本社を東京都千代田区神田司町に移転
- 2015年
  - 4月 - ツイキャス公式のCtoCチケット販売サービス「キャスマーケット」をリリース[9]。
  - 6月24日 - ライブ中に回転できる「まわし撮り機能」を公開[10]。
  - 9月16日 - ライブ配信回数が2億回を突破[11]。
- 2017年
  - 8月24日 - テレビCMを放映[12]。
  - 12月13日 - ツイキャスのコミュニティーアプリ「Casmo!」をリリース[13]。
- 2018年
  - 2月28日 - リスナーがライブ配信者の企画を支援できる機能「ツイキャス・キートス」をリリース[14]。
  - 4月25日 -  ツイキャスが「仮想通貨送金」に対応[15]。
  - 6月27日 - ユーザーが「ツイキャス」を通じて収益化できる「ツイキャス・マネタイズ」機能（「アイテム収益」および「動画収益 (β)」機能）をリリース[16]。
- 2019年
  - 2月 - 「キャスマーケット」にてCtoCデジタルコンテンツ販売機能をリリース
  - 3月 - 国内事業に集中するため、Moi Corporation（米国子会社）を清算
  - 4月1日 - 任天堂株式会社の著作物の利用に関する包括的許諾契約締結[17]。
  - 4月10日 - モイ株式会社が、グローバル・ブレイン6号投資事業有限責任組合、KDDI新規事業育成3号投資事業有限責任組合、SBI AI&Blockchain投資事業有限責任組合を引受先とする第三者割当増資を実施して6億5,000万円を資金調達[18]。
  - 8月8日 - ゲーム実況アプリ「ツイキャスゲームズ」を公開[19]。
- 2020年
  - 3月4日 - 「キャスマーケット」にてユーザーが自身の配信を有料販売できる「プレミア配信」をリリース
  - 3月4日 - 公式配信オプションが利用できる「パブリック放送」をリリース[20]。
  - 7月8日 - PC上の画面をライブ配信できる「画面共有配信」機能を公開[21]。
  - 8月26日 - ライブ配信中に配信者と視聴者が同時に動画を視聴できる機能「シアターパーティ」を公開[22]
  - 8月28日 - 1枚のキャラクター画像から顔アニメーションを生成できるアプリ「ツイキャス Vメイカー」をAndroidにて先行リリース[23]
  - 10月 - 一般財団法人日本情報経済社会推進協会（JIPDEC）より「プライバシーマーク（Pマーク）」の付与認定
  - 11月11日 - 月額会費制のファンコミュニティを開くことができる「メンバーシップ」機能をリリース[24]
- 2021年
  - 1月8日 - HTTPストリーンミングの規格であるCMAFに対応[25]。
  - 2月22日 - ゲーム別で配信枠を検索できるゲームタイトル別の検索・視聴機能を追加[26]。
  - 3月12日 - アニメ放送「ツイキャスアニメ」を開始、初回放送として、TVアニメ「SHOW BY ROCK!!ましゅまいれっしゅ!!」の一挙放送を実施[27]。
  - 4月 - 配信者バーチャル化支援プロジェクト「ツイキャス100V」を開始し、1期メンバーの「恋路あんころ」「星乃ナツキ」がデビュー[28][29]。
  - 5月 - 「ツイキャス」の音声SNS機能として「ツイキャス・コール」機能をリリース[30]
  - 8月18日 - 日本語版サービス正式名称を「TwitCasting」から「ツイキャス」に変更[31][32]。
  - 9月 - 配信者バーチャル化支援プロジェクト「ツイキャス100V」から2期メンバーとして「花春まる」「水城琴音」がデビュー[33]。
  - 11月 - 配信者バーチャル化支援プロジェクト「ツイキャス100V」から3期メンバーとして「まくら闇子」「神楽みり。」「天使える」がデビュー[34]。
  - 11月 - 配信者バーチャル化支援プロジェクト「ツイキャス100V」から4期メンバーとして「天ヶ瀬あぽす」「桃猫てぃる」「蒼松カイリ」がデビュー[35]。
  - 12月 - 配信者バーチャル化支援プロジェクト「ツイキャス100V」から5期メンバーとして「姫乃かぐや」「桜空ゆら」「雲瀬エマ」「木甘るな」がデビュー[36]。
- 2022年
  - 2月7日 - 配信者バーチャル化支援プロジェクト「ツイキャス100V」から15人目のメンバーとして「春風みりん」がデビュー[37]
  - 2月10日 - 配信者バーチャル化支援プロジェクト「ツイキャス100V」から7期メンバーとして「櫻庭みるてぃー」「光乃リタ」がデビュー[38]
  - 2月14日 - 高音質音声スペース『スペースポッドbyツイキャス』をリリース[39]
  - 4月27日 - モイ株式会社が東証グロースに上場[40][41]
  - 7月21日 - ブラウザだけでユーザー同士が3Dキャラクターを使って自由に交流できる3Dバーチャル空間「ツイキャスVV」をβリリース[42]
  - 8月5日 - ツイキャスの有料サブスク専用アプリ「メンバーシップSTAR」を正式リリース[43]
  - 8月31日 - 配信者のグッズ制作サービス「ツイキャス・グッズ・ファクトリー」をオープン[44][45]
  - 9月14日 - 自身が設定したアバターを使って配信上で会話ができる「新コラボ機能」をリリース[46]
  - 10月3日 - 配信者バーチャル化支援プロジェクト「ツイキャス100V」から新メンバーとしてツイキャス公式の歌姫「mÅ (ミリアンペア)」がデビュー[47]
- 2023年
  - 3月13日 - スマホひとつでPC配信のような「声配信」ができる新機能「スタジオ配信」をリリース
  - 3月31日 - 15歳から開設できる学生向けの収益化プログラム「メンバーシップ U」をリリース
  - 4月20日 - 配信で使えるBGMをまとめた「ツイキャス公式ミュージックライブラリ」を開設
  - 5月12日 - VTuberプロジェクト「ツイキャス100Vから、新メンバーとして「菊花はる」「湊なみ」がデビュー
  - 5月 - ツイキャスWebとツイキャスビュワーにて、「コレコレch会員限定生放送」の受付を開始
  - 6月14日 - 「すとぷり」運営会社の株式会社STPR（代表取締役：柏原真人）と資本業務提携を締結（STPR社がモイの普通株式0.85%を赤松洋介より取得）[48]
  - 8月2日 - ツイキャスの有料オンラインライブ機能「プレミア配信」で、有料サブスク「メンバーシップ」メンバー限定チケットを販売できる機能を追加[49]
  - 8月9日 - ツイキャスが海外在住者向け収益化サービスの提供を開始[50]
  - 9月13日 - ツイキャスが4K放送にも使用されている高画質圧縮技術「HEVC (H.265)」に対応[51]
  - 12月1日 - 通常では楽曲の著作権収益の分配対象にはならなかったアーティストやその楽曲を配信に利用した配信者にも分配を行う「ツイキャス」と連動する音楽レーベル『Moi Records』（モイレコーズ）を発足[52]
- 2024年
  - 6月13日 - ライブ配信サービス「ツイキャス」において、スマホひとつでPC配信のような”声配信”ができる機能「スタジオ配信」に、「3Dアバター」機能を搭載[53]
  - 8月5日 - ライブ配信サービス「ツイキャス」のアプリにおいて、匿名から交流の輪を広げることができる「ピコミー」をリリース[54]
  - 10月 - 配信音声のリアルタイム文字起こし機能 「ライブ字幕」を公開
- 2025年
  - 3月19日 - ライブ配信サービス「ツイキャス」において、海外の配信者へのコメントや海外の視聴者からのコメントに対して、閲覧者の設定言語に瞬時に翻訳する「コメントAI翻訳機能」のブラウザ版をリリース[55]

## ツイキャスのアプリ・ウェブサイト
- ツイキャス・ライブ（iOS版・Android版）：ライブ配信アプリ
- ツイキャス・ビュワー（iOS版）：ライブ視聴アプリ
- ツイキャス（Android版）：ライブ配信・ライブ視聴アプリ
- ツイキャス（twitcasting.tv ）：ライブ視聴サイト
- ツイキャスゲームズ （iOS版・Android版）：ゲーム実況特化アプリ
- メンバーシップSTAR（iOS版・Android版）：有料サブスク専用アプリ
- スペースポッドbyツイキャス：ウェブブラウザおよび「ツイキャス」アプリで使える無料の音声会話サービス
- ツイキャスVV：ウェブブラウザ上でユーザー同士が3Dキャラクターを使って自由に交流できる3Dバーチャル空間サービス

## 登録ユーザー数
- 2010年 - 25万人
- 2011年 - 75万人
- 2012年 - 175万人
- 2013年3月 - 200万人[56]
- 2013年5月 - 250万人
- 2014年2月 - 500万人
- 2014年6月 - 750万人[57]
- 2015年4月 - 1000万人[58]
- 2017年8月 - 2000万人[59]
- 2018年 - 2500万人[18]
- 2020年7月 - 3000万人[60]
- 2021年7月 - 3360万人（女性62％：男性38％）[61]

## ツイキャスを利用した事件・不祥事
2018年の警察庁の調査では、Twitterを筆頭にひま部、LINE、マリンチャット（現：ORCA）に次いで5番目に被害児童数が多いという報告がされている。
- 2015年7月27日 - 大手配信主を掲載した巨大ポスターを札幌駅、名古屋駅、大阪駅、渋谷駅、秋葉原駅に掲示したが、そのうち秋葉原駅採用分は「権利関係の問題」として掲示が見合わせられた[64]。
- 2017年1月24日 - 岡山県和気町在住のアルバイトの学童指導員の男（33才）が、県青少年健全育成条例違反容疑で岡山県警赤磐署に逮捕された。男は同月の16日と27日にツイキャスで知り合った少女が未成年（当時中学3年、15歳）と知りながら、同県赤磐市内に駐車した軽乗用車内で少女にみだらな行為をした。2月下旬に少女の母親が同署に相談して発覚した[65]。
- 2018年5月10日 - 滋賀県野洲市の会社員の男が、小学生の女子児童と性行為をしたとして強制性交の疑いで逮捕された。2人は前年12月9日、ツイキャスで知り合ったという[66]。
- 2018年7月3日 - 奈良県大和郡山市に住む自殺願望のあった県立高校1年生の女子生徒（16才）が、近鉄橿原線近鉄郡山駅で線路に飛び込んで電車と衝突し死亡。その際の様子をツイキャスでライブ配信していた[67]。
- 2018年7月25日 - 埼玉県所沢市に住む自称無職男性22才が、女子中学生を誘拐したとして千葉県警我孫子署に逮捕された。男性はツイキャスを通じて知り合った中学3年の女子生徒（14才）を未成年と知りながら誘い出し、21~23日まで所沢市の自宅アパートに寝泊まりさせた旨、容疑を認めている[68]。
- 2021年5月8日 - 名古屋市中川区伏屋に住む派遣社員の男が、警視庁東大和署に未成年者誘拐の疑いで逮捕された。ツイキャスを通じて知り合った東京都東大和市の女子中学生を未成年と知りながら2 - 6日の間自宅に連れ込んだ疑い[69]。
- 2023年1月17日 - 埼玉県鴻巣市のこうのす共生病院に務めていた医師が昼休憩中に私用のスマートフォンでツイキャスを閲覧したまま眠ってしまい、救急車の受け入れ要請で目が覚めたが起動していることに気付かず、そのスマートフォンをそのままポケットにいれて診察を行ったため、診察時の会話音声が1時間半に渡り配信されてしまう問題が発生。診察の内容が配信されているという情報がSNS上で広がりこうのす共生病院が調査した結果、医師が認めたため1月15日付けで出勤停止2ヶ月の懲戒処分となった。該当の医師はその日に「問題の責任を取りたい」とし依願退職した[70]。
- 2023年4月13日に女子中学生2人が千葉県松戸市にあるマンションの10階の屋上から飛び降り自殺する自殺配信をツイキャスで行い、飛び降りる瞬間まで配信が継続されていた。[71]
- 2024年5月14日 - 岡山市教育委員会は、インターネットで自身の歌声を5年にわたってライブ配信し、地方公務員法に違反する副業収入約162万円を得ていたとして、市立小学校の20歳代の女性講師を戒告の懲戒処分[72]
- 2024年7月16日 - ツイキャスで大阪市を流れる淀川にて配信していたボートが転覆（英語版）。男性3人が乗っていたが2人は自力で岸に登り無事だったが残る一人が行方不明となり同月21日に同市此花区北港緑地の海岸で遺体にて発見された。なおこの男性は暑いという理由でライフジャケットを脱いでいた。[73]

## 用語
モイ
ツイキャス内で使用されている挨拶。意味はフィンランド語で「こんにちは」。「モイモイ」の場合は「さようなら」を意味する。社長がフィンランドに行った時にこの言葉と出会い、広まった。
なお、ライブ開始直後には、自動的にこの文字列が表示され、投稿する（内容変更可）か、しないかを選択できる。「モイ」は、運営会社の名称にも使用されている。
ポイント
差し入れの時に使用される架空の通貨。ポイントは、リニューアル後初めてのログイン時、または、最後の差し入れから24時間経過した際に、100ptまで無料で自動チャージされる。有料でポイントを購入することもでき、PayPal・WebMoney・Amazon Pay・クレジットカード（一部銀行が発行するデビッド機能付きキャッシュカード含む）決済での支払いのほか、アプリでは、アプリ内課金での決済ができる
また、配信者へ差し入れをすると、その配信者のサポーターになり、その人のレベルが上がった場合にポイントが付与される。サポーターランキングがあり、ランキング上位のほうが貰えるポイントは多い。
差し入れ
閲覧者がポイントを使用してアイテムを購入し、配信者に渡すこと。配信者は、この差し入れによって「ライブがトップページに表示されやすくなる」「配信時間が延長できる」などの様々な効果を受けることができる。
お茶爆
配信収益対象アイテムである。視聴者は配信者に様々なアイテムを贈ることができるが、配信者の収益となるのはお茶爆のみとなる。見ている人は、無料ポイントと有料ポイントを保有しているが、その中も有料ポイントで投げられたお茶爆のみ配信者の収益になる。具体的には「有料ポイントで投げられたお茶爆の7割」が収益になる。
もぐりん
コメントをせず、アイテムを送らず、放送を視聴しているだけの人。
三点
配信者がリスナーに対し通知登録とサポーター登録とSNSのフォローをお願いすること。2022年11月10日現在さらにInstagramやYouTube、Facebookの登録項目も追加されているため配信者によっては六点をお願いしますと言う場合もある。
リプ禁
放送中にリスナー同士が返信機能を使いコメントするのを配信主が禁止すること。
NG
荒らし行為を行ったり、放送スタイルにそぐわないリスナーをブロック（閲覧やコメント不可能に）すること。
NGレベルには弱〜強まであり、強に設定しているとNGにされた場合アカウントを消したり端末を変えても閲覧やコメントすることが不可能になる。逆に弱にしているとコメントは不可能になるが配信自体は閲覧できる、さらにはログアウト状態であれば同じく配信の閲覧が可能。
鳩（伝書鳩）
ほかの配信でリスナーになっている人の話題が出たときに配信へ行き○○が△△さんのことを配信で言っていたとコメントすること。鳩自体が荒らしやケンカの原因になるため配信者によっては禁止している。
コインください
リスナーに向け配信延長用のコインをねだること。
コイン
有料（無料ポイントでも手に入る）アイテム。5枚1組で配信を30分延長することができ、最大35枚消費で4時間まで配信できる。ただしツイキャスGames配信やVTuberカテゴリプログラム認証の配信ではコインを全く使うことなく最大4時間配信することができる。なおGames配信やVTuber配信でアイテム欄にコインが40枚以上あればさらに4時間の配信延長が可能。
コインのタネ
配信4時間延長ごと、または配信完走ごとに1個付与される。VTuber専用プログラムのユーザーもコインのタネの付与対象となる。

お茶爆お願いします。
MPを増やすためリスナーからお茶爆1、お茶爆10、100以上をお願いすること
なおMPが増えるとキャストップページのオススメに乗りやすくなったりする。
星
リスナーが配信者へ配信中アイテムを送ると星が増え星三つになったり、アイテム送信数がランキング上位になるとレベルアップ時のボ－ナスポイントが多くもらえる。ただし配信者のレベルが上がると星ゼロにリセットされる。
コラボ
配信参加機能を有効にしている配信へ行き配信に参加すること。デフォルトではコラボ機能はオフになっている。
応援スター
有料アイテム。リスナーがこのアイテムを使うと配信がさらにオススメに掲載されやすくなる。
一枠
メンバーシップの開設有無で、一枠の配信時間が変更となった。
- メンバーシップを開設していない配信：30分（以降、30分ごとにコンティニューコインを5枚消費して、最大24時間連続配信可能）
- メンバーシップを開設している配信：4時間

※メンバーシップの開設有り、もしくはゲームズ配信の場合、配信開始から4時間後に、コンティニューコイン40枚で4時間延長される。以降、4時間ごとにコンティニューコインを40枚消費して、最大24時間連続配信可能。
※プレミア配信・メンバーシップ配信については、コンティニューコイン無しで最大8時間連続配信が可能（変更はない）。
延長
30分単位でコインを5枚消費し、配信時間を延長すること。
完走
コインを消費して4時間途切れることなく配信すること。
メンシプ
「メンバーシップ会員」の略で配信者へ毎月500円〜10000円を支払うとメンシプに入会でき、メンシプ会員限定配信や名前の後ろが星ではなく特別なアイコンが設定可能になる。
限定配信　　
配信者からグループへ招待されたサポーターのみが閲覧やコメントができる配信。上記のメンシプと異なる点はグループへ招待されていればメンシプの入会の有無に関係なく限定配信の閲覧やコメントが可能。
キャスマーケット
ツイキャスオリジナルグッズの他に配信者が販売したシチュエーションボイスやアイコンを購入できる。
匿名コメント
配信者により設定される機能で有効になっているとこの機能を使い配信者やリスナーへ自分を知られずコメントすることができる。ただしコメントの書き方のクセやアイテムを投げて星がついている場合匿名にしていても配信者にバレることがある。
カテゴリ
2022年11月12日現在ツイキャスには100個をゆうに超える配信カテゴリが用意されている。

## 映像作品
ここではツイキャスオフィシャルYouTubeチャンネルにアーカイブされているCM/MVを紹介していく。

### CM
| CM公開日   | 題名                             | 出演 | 備考                           |
| ---------- | -------------------------------- | --- | ------------------------------ |
| 2017/9/1   | ツイキャス テレビCM(Aバージョン) | ・ももなな ・ららぴ、るるぴ ・藤沢なな ・ひろちゃら、自由の女神あおい、りるむ ・コレコレ ・ナレーション：柊木りお、こゆこゆ                                                   |                                |
| 2017/9/1   | ツイキャス テレビCM(Bバージョン) | ・莉犬くん 、ななもり。、さとみ、るぅと ・miro ・にしみ ・平田くん ・RYO、t-ear(ティア) ・ナレーション：くっきーたん                                                          |                                |
| 2020/11/28 | Streamer                         | ゆぺくん/ポケカメン/Pちゃん M氏/龍星/みるさん/つくし みずにゃん/ゆうちょ!! とみとみ/sera/不死身のババア/ ばふぁりん/いざよいかえで/ ももなり社長/TJ/コレコレ/あっとくんの裏垢 | メイキングで出演している人のみ |

## ツイキャスで活動している有名人
- ななもり。[77][78] - モイと資本業務提携した株式会社STPRの代表取締役
- コレコレ[79][80] - ツイキャスとコレコレch会員限定生放送を提供
- 山本太郎[81] - れいわ新選組の活動を紹介。
- 澄田綾乃[82]
- Apollogic（さーさ・ゆーいち）
- 野田草履（配信者） - メインで配信しているサイト。
- 石川典行（配信者） - メインで配信しているサイト。